# Cúneo (Italia)
Cúneo (en piamontés Coni) es un comune y ciudad italiana de la región de Piamonte. Capital de la provincia homónima, cuenta con una población de 56 072 habitantes. Está ubicada a los pies de los Alpes Marítimos, en las cercanías del río Stura di Demonte y el torrente Gesso.

## Historia
Fue fundada en 1198. Desde 1382, la ciudad formó parte del Condado de Saboya, que la convirtió en una de sus principales fortalezas. Resistió un asedio suizo en 1515, y asedios franceses en 1542, 1557, 1691 y 1744. 
En 1639, durante la guerra civil piamontesa, las tropas españolas ocuparon la ciudad hasta su recuperación por Enrique de Lorena, conde de Harcourt, en 1641.

## Demografía
| Gráfica de evolución demográfica de Cúneo entre 1861 y 2011 |
|                                                             |
| Fuente ISTAT - elaboración gráfica de Wikipedia             |

## Ciudades hermanadas
Cuneo está hermanada con las siguientes ciudades:
- Santa Fe (Argentina)
- Richard Toll (Senegal)
- Fürstenberg/Havel (Alemania)
- Niza (Francia)